# Deniya bantimurungica
Deniya bantimurungica là một loài tò vò trong họ Ichneumonidae.